# 宫殿桥

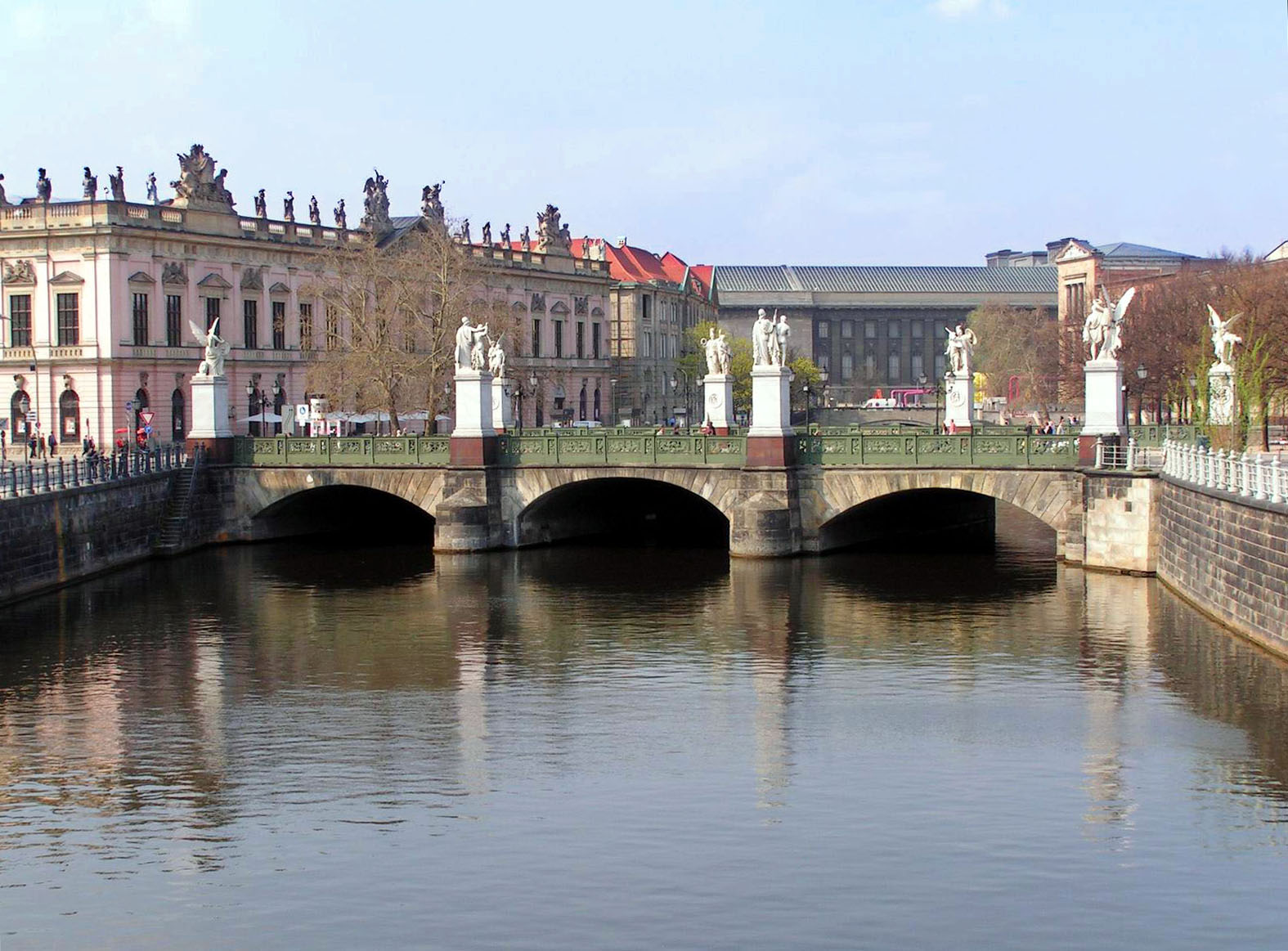
宫殿桥

宫殿桥（Schlossbrücke）是德国柏林米特区的一座桥梁，长56.3米，宽32.6米，两端分别连接菩提树下大街和博物馆岛。它建于1821-1824年，由卡尔·弗里德里希·申克尔设计。
桥上有八尊大理石雕像。